# مس-دی‌ام‌تی-۵
مس-دی‌ام‌تی-۵ (به انگلیسی: 5-MeS-DMT) با فرمول شیمیایی C۱۳H۱۸N۲S یک ترکیب شیمیایی با شناسه پاب‌کم ۲۱۱۸۰ است. که جرم مولی آن ۲۳۴٫۳۶ g/mol می‌باشد. 